# Hearst Corporation
Hearst Corporation is een Amerikaans mediaconglomeraat, gevestigd in New York. Het bedrijf is opgericht door nieuwsbladen-eigenaar William Randolph Hearst en bezit naast tijdschriften- en krantentitels, ook televisiestations en aandelen in kabeltelevisienetwerken. Het bedrijf is volledig in handen van de familie Hearst.
De uitgeversdivisie van het bedrijf bezit onder andere Cosmopolitan, Esquire, Seventeen en het tijdschrift van Oprah Winfrey, O, The Oprah Magazine. Daarnaast werkt het bedrijf veel samen met ABC, 13 televisiestations van ABC zijn in het bezit van een Hearst-onderdeel, Hearst-Argyle, dat onder meer ook nog tien NBC stations, twee CBS stations en één The WB station bezit. Verder heeft Hearst ook nog een 20% aandeel in ESPN.

## Stichtingen
De Hearst Foundation, de William Randolph Hearst Foundation en de Hearst Trust bezaten voorheen de aandelen van Hearst. Maar sinds de belastingwetten omtrent non-commerciële stichtingen gewijzigd zijn in de Verenigde Staten, worden de aandelen van Hearst alleen nog maar beheerd door de Hearst Trust, waarin alle kleinkinderen van William Hearst een belang in hebben. Na zijn dood werd er bekend dat deze stichting de controle over het bedrijf zou krijgen, de stichting zal echter ophouden te bestaan als alle kleinkinderen ten tijde van zijn dood in 1951 overleden zijn. Het is onzeker waar de aandelen van het bedrijf dan heen zullen gaan.

## Belangrijkste directieleden
- George Randolph Hearst Jr., bestuursvoorzitter van Hearst Corporation en tevens de president van de William Randolph Hearst Foundation
- Victor F. Ganzi, president en chief executive officer van Hearst Corporation
- Frank A. Bennack Jr., vicevoorzitter en voormalig president en CEO van het bedrijf
- William Randolph Hearst III, president van de Hearst Foundation